# Wilhelm Rothmayer
Wilhelm Rothmayer, född 18 december 1910, var en friidrottare från Österrike. Han deltog vid olympiska sommarspelen 1936.